# Burrup Peninsula rock gehyra
Burrup Peninsula rock gehyra (Gehyra peninsularis) là một loài tắc kè trong chi Gehyra. Đây là loài đặc hữu của Tây Úc.